# ソラトビデオCOMPLETE 1991-2011
『ソラトビデオCOMPLETE 1991-2011』（ソラトビデオコンプリート）は、日本のロックバンド・スピッツのビデオクリップ集DVD。2011年4月6日にユニバーサルミュージックより発売。

## 概要
- メジャーデビュー20周年を記念して作られたビデオクリップ集。当初はメジャーデビュー20周年記念日である2011年3月25日に発売予定だったが、東北地方太平洋沖地震により、4月6日に延期された。
- 1stシングル『ヒバリのこころ』から最新シングル『シロクマ』まで20年分のビデオクリップを完全網羅。さらに最新アルバム『とげまる』から新たに撮り下ろした「新月」「どんどどん」のクリップを加えた全42曲が収録されている。初回限定盤はメイキング、オフショット、TVスポット集などが収録された全40分のボーナスDVDを加えた豪華限定仕様。

## 収録曲

### DISC1
1. ヒバリのこころ
1stシングル曲。
2. 裸のままで
6thシングル曲。
3. 君が思い出になる前に
7thシングル曲。
4. 空も飛べるはず
8thシングル曲。
5. 青い車
9thシングル曲。
6. スパイダー
10thシングル曲。
7. ロビンソン
11thシングル曲。
8. 涙がキラリ☆
12thシングル曲。
9. ハチミツ
6thアルバム「ハチミツ」収録曲。初DVD化。
10. 愛のことば
6thアルバム「ハチミツ」収録曲。初DVD化。
11. チェリー
13thシングル曲。
12. 渚
14thシングル曲。
13. インディゴ地平線
7thアルバム「インディゴ地平線」収録曲。初DVD化。
14. スカーレット
15thシングル曲。
15. 夢じゃない
16thシングル曲。
16. 運命の人
17thシングル曲。
17. 冷たい頬
18thシングル曲。
18. 楓
19thシングル曲（両A面）。
19. スピカ
19thシングル曲（両A面）。
20. 愛のしるし
コンピレーションアルバム「花鳥風月」収録曲。
21. 流れ星
20thシングル曲。

### DISC2
1. ホタル
21stシングル曲。
2. メモリーズ
22ndシングル曲（両A面）。
3. 放浪カモメはどこまでも
22ndシングル曲（両A面）。
4. 遥か
23rdシングル曲。
5. 夢追い虫
24thシングル曲。PVとしては初DVD化。
6. さわって・変わって
25thシングル曲。
7. ハネモノ
26thシングル曲。
8. 水色の街
27thシングル曲。
9. スターゲイザー
28thシングル曲。
10. 正夢
29thシングル曲。
11. 春の歌
30thシングル曲（両A面）。
12. テクテク
30thシングル曲（両A面）。
13. 魔法のコトバ
31stシングル曲。初DVD化。
14. ルキンフォー
32ndシングル曲。初DVD化。
15. 群青
33rdシングル曲。初DVD化。
16. 若葉
34thシングル曲。初DVD化。
17. 君は太陽
35thシングル曲。初DVD化。
18. つぐみ
36thシングル曲。初DVD化。
19. シロクマ
37thシングル曲。初DVD化。
20. 新月
13thアルバム「とげまる」収録曲。今作のために撮り下ろし。
21. どんどどん
13thアルバム「とげまる」収録曲。今作のために撮り下ろし。

### 初回限定盤Bonus DVD
1. 新撮クリップ「新月」&「どんどどん」メイキングビデオ
2. 2006年スペイン・2010年イタリアロケ オフショット映像
3. CMスポット集 1991 - 2010

## 監督
- 竹内鉄郎（DISC1:1-5,7,9-18/DISC2:8,10）
- 井上強（DISC1:6）
- 柳田芳明（DISC1:8）
- 山口保幸（ISC1:19）
- 吉田大八（DISC1:20,21）
- 木村豊（DISC2:1,2,4）
- 浅川英郎（DISC2:3）
- 高木照之（DISC2:5）
- 番場秀一（DISC2:6,14）
- UGICHIN（DISC2:7,9,13,16）
- 前嶋輝（DISC2:11）
- 三宅彩（DISC2:12）
- 大宮エリー（DISC2:15）
- 鈴木ダイシン（DISC2:17）
- 北山大介（DISC2:18-21）